# جو کلارک (بازیکن فوتبال، زاده ۱۹۲۰)
جو کلارک (انگلیسی: Joe Clark؛ ۲ مارس ۱۹۲۰ – ۳۱ ژانویهٔ ۲۰۰۸) بازیکن فوتبال بود.